# Itajahya
Itajahya — рід грибів родини Phallaceae. Назва вперше опублікована 1895 року.
Вид Itajahya rosea, який раніше був класифікований до роду Phallus, був перенесений в Itajahya в 2012 році, коли молекулярний філогенетичний аналіз виявив, що він не був тісно пов'язаний з іншими видами Phallus.

## Галерея

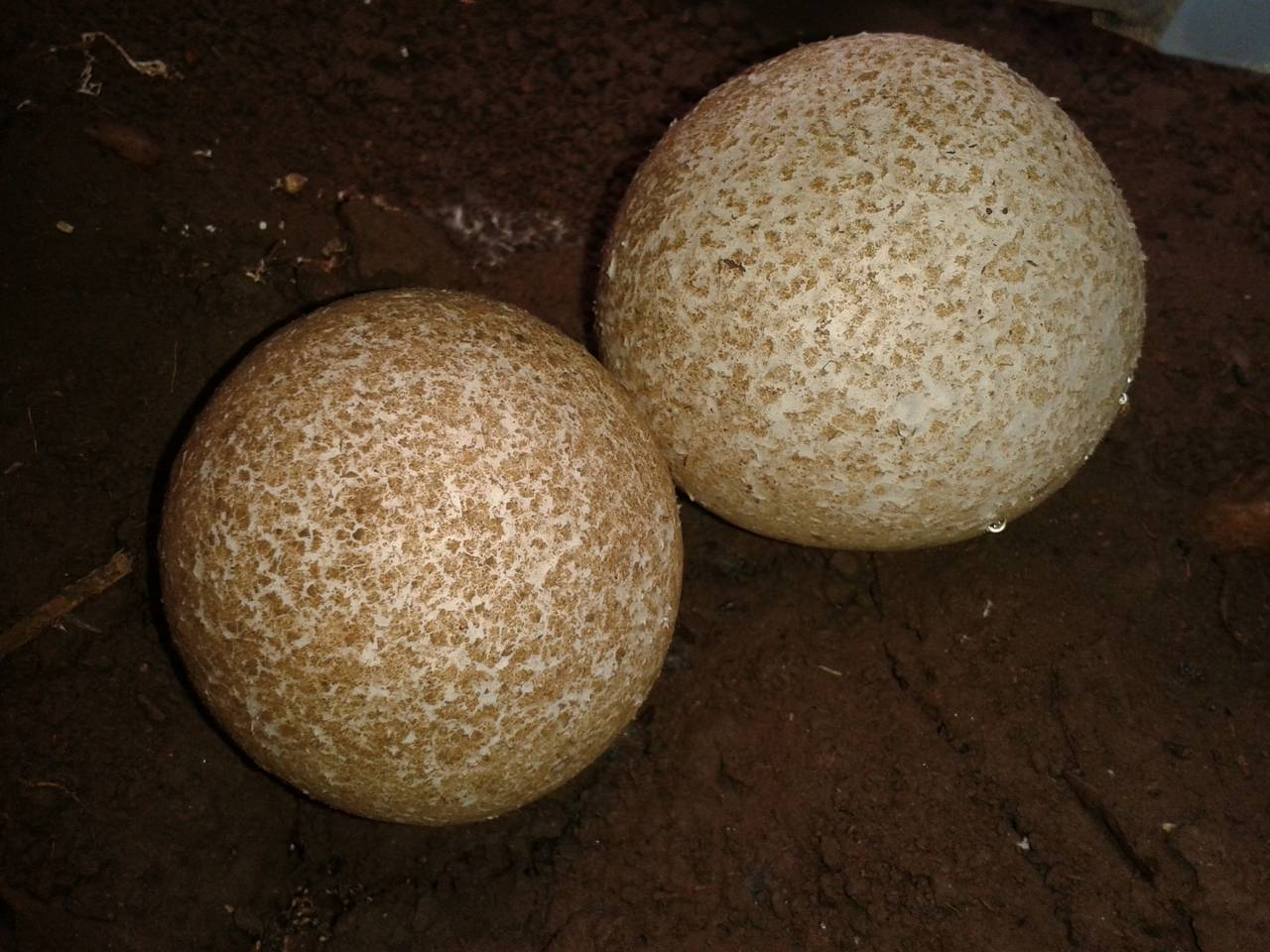
'
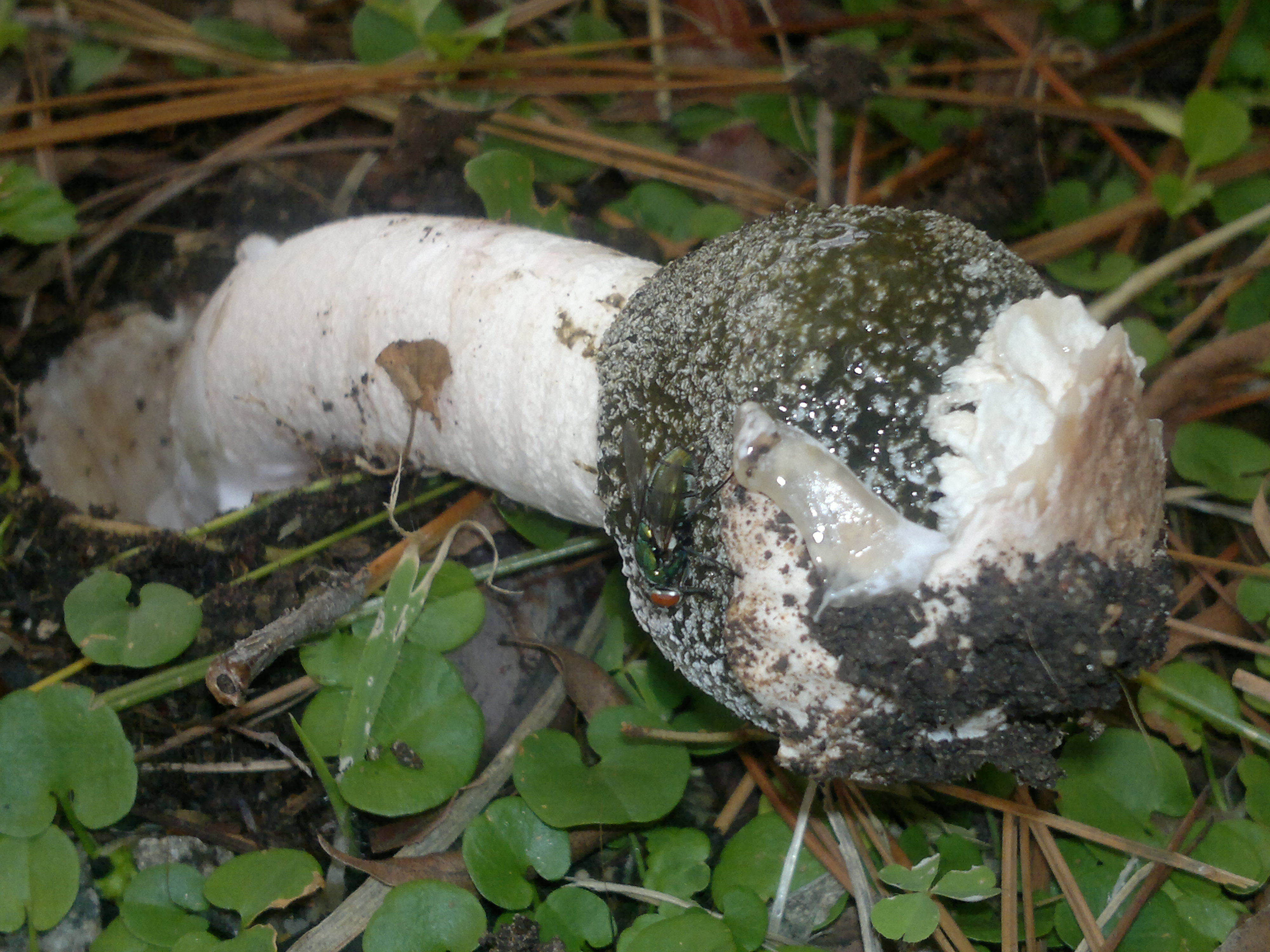
'
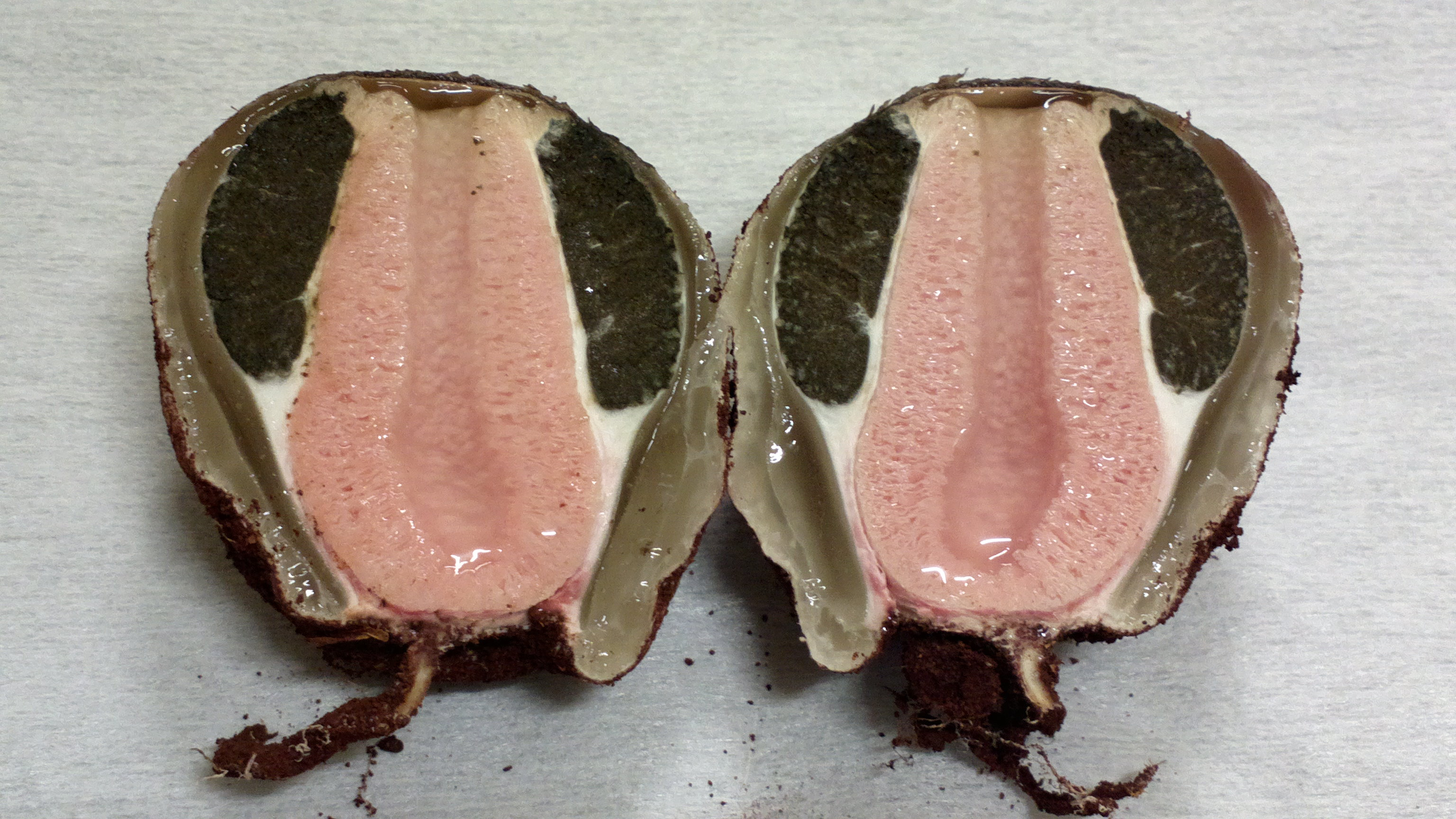
'

- Itajahya galericulata(інші мови)
- Itajahya galericulata(інші мови)
- Itajahya galericulata(інші мови)